# Sandra Bernhard
Sandra Bernhard (Flint, Míchigan; 6 de junio de 1955) es una cantante y actriz estadounidense. 

## Biografía
Nació en el seno de una familia judía. Tiene tres hermanos, y su madre era artista visual, mientras que su padre trabajaba como proctólogo. Se graduó en la Saguaro High School en Scottsdale, Arizona, ciudad a la que se mudó con su familia cuando tenía 10 años. Más tarde se mudó a un kibutz (sociedad agrícola) en Israel y luego volvió a Estados Unidos y trabajó como manicurista en Los Ángeles.
Empezó a hacerse popular en The Richard Pryor Show en 1977, más tarde tuvo su propio show, I'm Your Woman, en 1985 y participó en la sitcom Roseanne, y en el musical de Broadway de 1998 I'm Still Here... Damn It!, entre otros espectáculos. 
Mantiene una relación con Sara Switzer, con la que tuvo una hija en 1998, y también ha grabado varios discos.

## Música

### Álbumes
- I'm Your Woman
- Without You I'm Nothing
- Excuses for Bad Behavior (Part One)
- I'm Still Here... Damn It!
- The Love Machine
- Hero Worship
- Excuses for Bad Behavior (Part Two)
- The Love Machine Remastered (no confundir con The Love Machine)
- Giving Til It Hurts
- Gems of Mystery
- Everything Bad & Beautiful
- Whatever It Takes
- I Love Being Me, Don't you?

### Recopilatorios
- AT&T Presents Stormy Weather; "Is That All There Is?"
- Divas of Dance - Volume 3 (Remixes); "You Make Me Feel (Mighty Real)"
- Breaking For the Holidays; "Miracle of Lights"

## Literatura
- Confessions of a Pretty Lady - 1989
- May I Kiss You on the Lips, Miss Sandra?
- Love, Love and Love

## Filmografía
- Shogun Assassin (1980) (voz)
- Cheech & Chong's Nice Dreams (1981)
- The King of Comedy (1983)
- The House of God (1984)
- Sesame Street Presents: Follow that Bird (1985)
- The Whoopee Boys (1986)
- Casual Sex? (1988)
- Track 29 (1988)
- Heavy Petting (1989) (documental)
- Without You I'm Nothing (1990)
- Madonna: Truth or Dare (1991) (documental)
- El gran halcón (1991)
- Inside Monkey Zetterland (1992)
- Sandra Bernhard: Confessions of a Pretty Lady (1994) (documental)
- Dallas Doll (1994)
- Unzipped (1995) (documental)
- A Hundred and One Nights of Simon Cinema (1995) (cameo)
- The Reggae Movie (1995) (documental)
- Catwalk (1996) (documental)
- Museum of Love (1996)
- Lover Girl (1997)
- An Alan Smithee Film: Burn Hollywood Burn (1998)
- Plump Fiction (1998)
- One Hell of a Guy (1998) (voz)
- Exposé (1998)
- Wrongfully Accused (1998)
- Somewhere in the City (1998)
- Hércules (1999) (voz)
- I Woke Up Early the Day I Died (1999)
- Playing Mona Lisa (2000)
- Dinner Rush (2000)
- Zoolander (2001) (cameo)
- The Third Date (2003)
- The N-Word (2004) (documental)
- The Easter Egg Adventure (2005) (voz)
- Searching for Bobby D (2005)
- Twenty Dollar Drinks (2006)
- Dare (2009)
- See You in September (2009)
- Looking for Lenny (2009) (documental)
- Babes (2024)[7]

## Televisión
- The Richard Pryor Special? (1977)
- The Richard Pryor Show (1977)
- Roseanne (1991 - 1997)
- Sandra After Dark, with Your Hostess, Sandra Bernhard (1992)
- The A-List (1992 - 1993)
- Reel Wild Cinema (1994 - 1996)
- Freaky Friday (1995)
- The Larry Sanders Show (1995)
- The Late Shift (1996)
- Highlander: The Series season 5, Dramatic License, Carolyn Marsh (1996)
- Superman: The Animated Series (1997)
- The Apocalypse (1997)
- Ally McBeal (episodios "The Dirty Joke" y "Drawing the Lines", 1997)
- Hércules (1998 - 1999) (voz)
- Sandra Bernhard: I'm Still Here... Damn It! (1999)
- Will & Grace (2000)
- Sandra Bernhard: Giving Them Lip (2001)
- The Sandra Bernhard Experience (2001 - 2003)
- Law and Order: Special Victims Unit (episodio "Desperate", 2003)
- Silver Lake (2004) (piloto)
- The L Word (5 episodios, 2005)
- The Queer Edge (2005 - 2007)
- Las Vegas (episodio "The Burning Bedouin", 2007)
- The New Adventures of Old Christine (episodio "Strange Bedfellows", 2007)
- Head Case (2009)
- Roseanne's Nuts (2011)
- 2 Broke Girls (2015)
- Pose (2018)
- American Horror Story: New York City (2022)